# Албаши (хутір)
Албаши — хутір у Канівському районі Краснодарського краю. Входить до складу Новодерев'янківського сільського поселення. Населення 474 людини. Знаходиться за 10 км від станиці Новодерев'янківської на березі Албашинського лиману. Назва хутору походить від назви річки Албаши.

## Історія
Заснований 1879 року як селище Албашське (рос. посёлок Албашский) шляхом об'єднання козачих хуторів. З 1891 року у зв'язку з встановленням на Кубані двох типів козачих поселень — станиця і хутір — селища стали називатися хуторами і Албашське селище стало хутором Албаши.
У 1924–1954 роках хутір Албаши — центр Албашської сільської ради.
1929 року створено перший у хуторі колгосп «Албаши». У 1932–1933 роках населення хутору постраждало від голодомору.

## Населення
Корінним населенням хутору є українці. Саме вони заснували хутори, з яких було утворено поселення Албаши і складали більшість населення хутору Албаши принаймні до 1932–1933 років. Ще 1885 року у «Реєстрі населених місць Кубанської області» відзначалося, що народність селища — українці (в оригіналі — «малороси»).
1882 року населення селища становило 299 осіб, з яких 155 чоловіків, 144 жінки. Майже всі мешканці хутору були кубанськими козаками.
На 1 січня 2007 року населення хутору становило 474 людини.

## Сучасність
На хуторі є дитячі ясла на 20 місць, середня школа, Будинок культури (у приміщені колишньої церкви), магазин, фельдшерсько-акушерський пункт. 2010 року газифіковано 90 будинків хутору.
На 1 січня 2007 року в хуторі нараховувалося 186 господарств.

## Пам'ятки старовини, історії
- Церква Успіння Пресвятої Богородиці — 1901 рік. З 1930-х років використовувалася як клуб.
- Хуторське початкове училище 1900 року. Використовується як навчальна школа.